# آنخل گومس
آنخل گومس (اسپانیایی: Ángel Gómez‎؛ زادهٔ ۱۳ مهٔ ۱۹۸۱) دوچرخه‌سوار اهل اسپانیا است. وی در مسابقات تور دو فرانس و جیرو دیتالیا شرکت کرده است.